# 白川郷平瀬温泉
白川郷平瀬温泉（しらかわごうひらせおんせん）は、岐阜県大野郡白川村にある温泉。世界遺産かつ重要伝統的建造物群保存地区でもある白川郷荻町合掌造り集落の南方約10 km、国道156号（白川街道）沿いにある。
環境省の国民保養温泉地計画書などに定められる温泉地の名称は「白川郷平瀬温泉」である。単に「平瀬温泉」と呼ばれることもあり、温泉の利用者団体の名称も「平瀬温泉利用者組合」である。なお、源泉の名称は「大白川温泉」で平瀬温泉にこの呼称を用いることもあり一般には同義として扱われている。

## 泉質
- 含硫黄 - ナトリウム・塩化物泉
  - 源泉温度98℃

## 温泉街
世界遺産にも登録されている白川郷荻町集落から国道156号を南に約10 km進んだ地点に当温泉地がある。私有施設として旅館が6施設、民宿が1施設ある（2023年現在）。また公有施設として大白川温泉「しらみずの湯」がある（2023年現在）。
平瀬温泉地区内にも合掌造りの建物が1軒存在する。
白川村には大白川温泉源泉から大白川ダム周辺、平瀬、御母衣、牧、長瀬の一部に配湯管が引かれており、旅館、公共施設、各家庭に給湯装置（配湯管から分岐する給湯管及びこれに直結する給湯用具）を設置すれば有料で使用できる。

## 歴史
もともと白山登山口付近には大白川温泉（通称：円太郎の湯）と呼ばれる温泉があったが、大白川ダムの建設（1961年）に伴い湖底に沈んだ。そのため1966年（昭和41年）に大白川ダムの3km上流で井戸を掘削したところ蒸気泉が湧き出し、これが白川郷平瀬温泉の起こりとなった。その後、同源泉は地滑り災害で利用できなくなったため、ダムサイドでボーリングによる掘削を行い新たな源泉としている。
1980年（昭和55年）3月27日、国民保養温泉地に指定。

## 交通アクセス
いずれも平瀬温泉バス停下車。
- 高山濃飛バスセンター（高山駅）より濃飛乗合自動車の高速バスで約1時間30分。
- 白川郷バスターミナルより濃飛乗合自動車または白山タクシーの路線バスで約15分。